# Says phoebe
De Says phoebe (Sayornis saya) is een zangvogel uit de familie Tyrannidae (tirannen). Deze vogel is genoemd naar de Amerikaanse natuuronderzoeker Thomas Say.

## Verspreiding en leefgebied
Deze soort komt voor van Alaska tot Mexico en telt drie ondersoorten:
- S. s. saya: Alaska, westelijk Canada, de westelijke Verenigde Staten en Mexico.
- S. s. quiescens: Baja California (NW-Mexico).

## Status
De grootte van de populatie is in 2019 geschat op 5,9 miljoen volwassen vogels. Op de Rode lijst van de IUCN heeft deze soort de status niet bedreigd.